# Birgeria
Birgeria is een geslacht van uitgestorven straalvinnige beenvissen, dat leefde in het Trias. Birgeria was wereldwijd verspreid. Er zijn fossielen gevonden in Madagaskar, Spitsbergen, Duitsland, Zwitserland, Italië, Slovenië, China, Rusland, Canada en Nevada, Verenigde Staten. De oudste fossielen komen uit bedden uit het Griesbachien van de Wordie Creekformatie in Oost-Groenland.

## Beschrijving
Deze 50 centimeter lange vis had kaken met een rij grote grijptanden, die geflankeerd werden door kleinere, rechtopstaande en conische tanden. De kroon was bedekt met een doorschijnende laag email. De basis was geplooid en met striae aan het onderste gedeelte. De tanden maakten duidelijk, dat het hier om een roofvis ging. De kaken zijn lang en de opening is groot. De pariëtalen (postpariëtalen) zijn klein en mediaal gescheiden door de langwerpige frontalen (pariëtalen). De postrostralis is groot. De (rostro-)premaxilla is ongepaard. De bovenkaak is schaarvormig met een groot postorbitaal blad. Er zijn twee tot drie rijen kegelvormige tanden aanwezig. De tanden hebben normaal gesproken snijkanten. De preopercle is boemerangvormig. De botten van de kieuwdeksel zijn klein, vaak zwak of helemaal niet verbeend.
Bij Birgeria is de bedekking met schubben gereduceerd. Het grootste deel van het lichaam is vrij van schubben. Schubben waren alleen ontwikkeld op de bovenste lob van de staartvin en het achterste deel van de staartwortel. De schubben zijn klein, ruitvormig en missen een ganoïnelaag.
De heterocercale staartvin is groot en diep gevorkt. De rug- en anaalvinnen bevinden zich op hetzelfde niveau in de rug van het lichaam. De vinstralen zijn gesegmenteerd.
De ogen bevonden zich vooraan in de schedel.
Het axiale skelet bestaat uit verbeende neurale en hemale bogen, die beide stekels kunnen bevatten, en extra supraneurale botten. Andere elementen worden geïnterpreteerd als parapofysen. Verbeende centra ontbreken. Het axiale skelet is geregionaliseerd, wat betekent dat er verschillen zijn in botmorfologie tussen segmenten van het axiale skelet, hoewel deze verschillen bij Birgeria relatief gering zijn.

## Ecologie
Birgeria was samen met Saurichthys een toppredator onder de straalvinnige vissen uit het Trias. De meeste soorten Birgeria werden meer dan 1 meter lang, sommige zelfs tot 2 meter of mogelijk meer. Enkele van de grootste soorten zijn Birgeria aldingeri (uit het Vroeg-Trias van Spitsbergen) en Birgeria americana (Nevada). Zij waren de eerste roofdieren met een groot lichaam na de massale uitsterving van het Perm-Trias.
Een exemplaar van Birgeria nielseni uit Madagaskar werd beschreven omdat het embryo's zou dragen waarvan de lichamen bedekt zouden zijn met ruitvormige schubben. Deze interpretatie werd later echter verworpen. Het is waarschijnlijker dat deze 'embryo's' eigenlijk prooivissen van roggen waren, wat erop zou wijzen dat het voedsel van Birgeria ook kleine actinopterygiden omvatte. In tegenstelling tot Saurichthys was Birgeria waarschijnlijk niet levendbarend. Dit wordt onderbouwd door het feit dat fossielen met copulatoire organen nog niet bekend waren.
Op basis van de anatomische kenmerken wordt Birgeria geïnterpreteerd als een pelagische, snelle zwemmer. Fossielen zijn schaars, wat de opvatting ondersteunt dat hij in zee leefde.

## Systematiek
Birgeria is het enige geslacht van de familie Birgeriidae (monotypie).
De geslachten Psilichthys, Ohmdenia en Brazilichthys zijn eerder naar de Birgeriidae verwezen, maar zij bleken slechts in de verte aan Birgeria verwant te zijn. De familie werd in 1937 opgericht door Hermann Aldinger. Eigil Nielsen gaf de eerste diagnose van Birgeriidae in zijn monografie van 1949. Birgeriidae verscheen voor het eerst in het Vroeg-Trias (Indien) van Groenland en stierf uit in het Laat-Trias. Ze waren het meest talrijk tijdens het Vroeg- en Midden-Trias.
Birgeriidae is de enige familie van de Birgeriformes Heyler, 1969 (monotypie).
In cladistische analyses worden Birgeria en Saurichthys vaak teruggevonden als stamchondrostiden, nauw verwant met steuren en hun verwanten.
Enkele soorten, zoals Birgeria? costata of Birgeria? annulata, zijn alleen bekend van fragmentarisch materiaal. Hun verwantschap met Birgeria is onzeker. Het typemateriaal van Birgeria guizhouensis lijkt verloren te zijn gegaan. Met ongeveer acht geldige soorten was Birgeria veel minder soortenrijk dan Saurichthys.

## Vondsten
Fossielen van deze vis werden gevonden in Europa en Groenland.